# Żółtonosy
Żółtonosy (Porphyrospizinae) – podrodzina ptaków z rodziny tanagrowatych (Thraupidae).

## Występowanie
Podrodzina obejmuje gatunki występujące w Ameryce Południowej.

## Systematyka
Do podrodziny należą następujące rodzaje:
- Incaspiza
- Rhopospina